# Бузек, Агата
Агата Бронислава Бузек (пол. Agata Bronisława Buzek; род. 20 сентября 1976, Пысковице, Гливицкий повет) — польская актриса театра, кино и телевидения, бывшая фотомодель. Лауреат польской национальной кинопремии «Орлы» за лучшую женскую роль в фильме «Реверс» (2010). Дочь бывшего премьер-министра Польши и председателя Европейского парламента Ежи Бузека.

## Биография
Родилась в семье Ежи и Людгарды Бузек. Занималась в балетной школе в Гливице, училась в драмкружке Дороты Помыкалы в Катовице, в 1999 году окончила Театральную академию имени Александра Зельверовича в Варшаве. К этому времени Бузек уже имела на своём счету несколько актёрских работ, в 1997 году состоялся её экранный дебют в телеспектакле «Жемчужина», а через год вышел первый фильм с её участием — романтическая комедия Роберта Глински «Люби и делай, что хочешь». Исполнение Бузек роли принцессы Паветты в мини-сериале 2002 года «Ведьмак» было отмечено критиками. В 2002 году она была номинирована на национальную кинопремию «Орлы» за лучшую роль второго плана в исторической драме «Месть». Хотя картина принесла актрисе известность и сделала её востребованной, Бузек предпочла переехать в Париж и стать фотомоделью.
В кино Бузек вернулась в 2006 году, исполнив заглавную роль в немецкой драме «Валерия» о фотомодели, оказавшейся невостребованной. Настоящим творческим прорывом для Агаты Бузек стала главная роль в мелодраматическом триллере 2009 года «Реверс», за которую она была удостоена премии «Орлы» как лучшая актриса, а также получила приз зрительских симпатий имени Збигнева Цибульского. На 60-м Берлинском международном кинофестивале Бузек была отмечена премией Shooting Stars как одна из восходящих звёзд европейского кино.
Помимо актёрской карьеры Бузек занимается общественной деятельностью. В 2004 году она была иностранным наблюдателем на президентских выборах на Украине. Бузек поддерживала движение за демократизацию Белоруссии, участвовала в кампании по сбору средств на строительство колодцев в Судане, а также является членом зоозащитной организации Viva.

## Фильмография
| Год  |   | Русское название         | Оригинальное название      | Роль                |
| ---- | - | ------------------------ | -------------------------- | ------------------- |
| 1998 | ф | Люби и делай, что хочешь | Kochaj i rób co chcesz     | Лариса Квитковская  |
| 1999 | ф | Ворота Европы            | Wrota Europy               | Генриетта           |
| 2002 | с | Ведьмак                  | Wiedzmin                   | Паветта             |
| 2002 | ф | Дополнение               | Suplement                  | Алекс               |
| 2002 | ф | Месть                    | Zemsta                     | Клара               |
| 2007 | ф | Валерия                  | Valerie                    | Валерия Адамчик     |
| 2007 | ф | Рысь                     | Rys                        | Rybik               |
| 2007 | с | Тайна секретного шифра   | Tajemnica twierdzy szyfrów | Керстин Новолк      |
| 2007 | ф | Ночной дозор             | Nightwatching              | Тиция Эйленбюрх     |
| 2008 | с | Сейчас или никогда!      | Teraz albo nigdy!          | Джулия Милтон       |
| 2009 | ф | Внутри вихря             | Within the Whirlwind       | Лена                |
| 2009 | ф | Реверс                   | Rewers                     | Сабрина Янковская   |
| 2011 | ф | Святая корова            | Father, Son & Holy Cow     | Анна                |
| 2011 | ф | Лена                     | Lena                       | Данка               |
| 2012 | ф | В спальне                | W sypialni                 | Кляудя              |
| 2013 | ф | Эффект колибри           | Hummingbird (Redemption)   | Кристина            |
| 2014 | ф | Пансионат «Езёрак»       | Jeziorak                   | Вильгельмина        |
| 2014 | ф | Инородное тело           | Obce cialo                 | Кася                |
| 2014 | ф | Фотограф                 | Fotograf                   | Кася                |
| 2015 | ф | 11 минут                 | 11 minut                   | альпинистка         |
| 2016 | ф | Непорочные               | Les Innocentes             | Мария               |
| 2018 | ф | Высшее общество          | High Life                  | Нансен              |
| 2023 | ф | Довбуш                   | Довбуш                     | княгиня Яблуновская |